# Anou Achra Lemoun
Anou Achra Lemoun je špilja u planinskom lancu Djurdjura u Alžiru. Dugačka je 323 metra.